# Alfred Brandt
Alfred Jens Ferdinandt Brandt (23. juni 1873 i København – 27. marts 1937 i Gentofte) var en dansk arkitekt og designer. Han er nok mest kendt for plakatsøjlerne i skønvirke-stil i Københavns Kommune, selv om de fleste af disse er nedtaget.
Hans forældre var skibsbygmester Carl Theodor Brandt og Thora Margrethe Lange. Brandt blev murersvend, dernæst elev på Teknisk Skole og gik slutteligt på Kunstakademiets Arkitektskole i tiden november 1894 – april 1902. Han var medarbejder hos Christian L. Thuren, hos Martin Nyrop og hos Heinrich Wenck (bl.a. på opførelsen af Københavns Hovedbanegård). Han havde egen tegnestue fra ca. 1908 og var desuden lærer ved Glarmesterlaugets fagskole.
Han vandt Neuhausens Præmie 1903 (projekt til en kirke) og fik K.A. Larssens legat 1905-06. Brandt udstillede på Charlottenborg Forårsudstilling 1903, 1906-07, 1912-13 og 1915 og på Kunstnernes Efterårsudstilling 1912. Han rejste i Lübeck og Hamburg 1898, i Tyskland, Italien 1905 og i Frankrig og Italien 1929.
Han giftede sig 21. august 1903 i København med Olga Rye Lassen (7. oktober 1870 i København – 15. juni 1943 i Ordrup), datter af vekselerer Johan Lassen og Octavia Rye.
Brandt er begravet på Mariebjerg Kirkegård.

## Værker
- Skovshoved Kirke (1914-15, 1. præmie)
- Villa for tømrermester J. Hansen Ravntoft, Kildegårdsvej 31 (opr. nr. 27), Hellerup (1919-20, udvidet 1922 og 1926 af Leffland-Larsen)[2]
- Kapel i Skovshoved (1930)
- Ændret spir på Skovshoved Kirke (1935)
- Skovshoved Skole (1908, sammen med G.B. Hagen)
- Plakatsøjler af træ i København (1916, 1. præmie, de fleste kasseret, men enkelte restaureret, bl.a. ved Nørreport Station)
- Dyssegårdsskolen, Dyssegårdsvej (1932, sammen med G.B. Hagen og Carl Schiøtz)
- Et antal villaer
- Har også arbejdet med kunstindustri, f.eks. glasmosaik, glasmaleri, fajance, plakater (2. præmie i Tuborgs plakatkonkurrence).

### Projekter
- Krematorium på Bispebjerg Kirkegård (1905, 2. præmie)
- Kapel på Hellerup Kirkegård (1913, 3. præmie)
- Grundtvigsmonument (1913, sammen med Jens Lund)
- Bygning for Kreditkassen for Grundejere i Østifterne (3. præmie)
- Frederiksberg Allé (2. præmie)